# Xenonoxytetrafluorid
Xenonoxytetrafluorid, XeOF4 ist eine chemische Verbindung des Xenon mit Sauerstoff und Fluor.

## Gewinnung und Darstellung
Durch Hydrolyse von Xenonhexafluorid kann die Verbindung hergestellt werden.
{\displaystyle {\ce {XeF6 + H2O -> XeOF4 + 2 HF}}}

## Eigenschaften
Das Xenonoxytetrafluorid-Molekül ist tetragonal-pyramidalisch aufgebaut. Der Abstand zwischen dem Xenon-Atom und den Fluor-Atomen beträgt 1,902 ± 0,002 Å, während der des Sauerstoff-Atoms 1,708 ± 0,007 Å beträgt.